# Eric Schlomm
Eric Schlomm (* 27. Dezember 1991 in Lübeck) ist ein deutscher American-Football-Spieler auf der Position des Kickers bzw. Punters. Zurzeit steht er bei den Hamburg Sea Devils unter Vertrag. Er trägt die Nummer 8. Eric Schlomm ist 1,77 m groß und wiegt 82 kg. Er hat 20 Jahre Fußball gespielt, davon 15 Jahre beim VfB Lübeck. Von 2019 bis 2021 spielte er American Football bei den Lübeck Cougars.
Seit Oktober 2024 spielt er als Kicker und Punter für die deutsche Nationalmannschaft. Er ist der erste Spieler, der jemals ausschließlich als Kicker/Punter in die Nationalmannschaft berufen wurde.

## Saisonstatistiken (Football)
| Saison                                          | Team               | Spiele                                | Fieldgoals                            | Fieldgoals                            | Fieldgoals                            | Fieldgoals                            | Extrapunkte                           | Extrapunkte                           | Extrapunkte                           | Erzielte Punkte                       |
| Saison                                          | Team               | Spiele                                | Erzielte                              | Versuche                              | %                                     | Längstes                              | Erzielte                              | Versuche                              | %                                     | Erzielte Punkte                       |
| ----------------------------------------------- | ------------------ | ------------------------------------- | ------------------------------------- | ------------------------------------- | ------------------------------------- | ------------------------------------- | ------------------------------------- | ------------------------------------- | ------------------------------------- | ------------------------------------- |
| German Football League 2                        |                    |                                       |                                       |                                       |                                       |                                       |                                       |                                       |                                       |                                       |
| 2019                                            | Lübeck Cougars     | 14                                    | 8                                     | 10                                    | 80,0                                  | 40                                    | 44                                    | 47                                    | 93,6                                  | 68                                    |
| 2020                                            | Lübeck Cougars     | Saisonausfall wegen Covid-19-Pandemie | Saisonausfall wegen Covid-19-Pandemie | Saisonausfall wegen Covid-19-Pandemie | Saisonausfall wegen Covid-19-Pandemie | Saisonausfall wegen Covid-19-Pandemie | Saisonausfall wegen Covid-19-Pandemie | Saisonausfall wegen Covid-19-Pandemie | Saisonausfall wegen Covid-19-Pandemie | Saisonausfall wegen Covid-19-Pandemie |
| 2021                                            | Lübeck Cougars     | 9                                     | 4                                     | 6                                     | 66,7                                  | 35                                    | 24                                    | 24                                    | 100,0                                 | 36                                    |
| GFL2 Gesamt                                     | GFL2 Gesamt        | 23                                    | 12                                    | 16                                    | 75,0                                  | 40                                    | 68                                    | 71                                    | 95,8                                  | 104                                   |
| European League of Football                     |                    |                                       |                                       |                                       |                                       |                                       |                                       |                                       |                                       |                                       |
| 2022                                            | Hamburg Sea Devils | 12                                    | 12                                    | 17                                    | 70,6                                  | 45                                    | 48                                    | 54                                    | 88,9                                  | 84                                    |
| 2023                                            | Hamburg Sea Devils | 12                                    | 16                                    | 20                                    | 80,0                                  | 50                                    | 21                                    | 25                                    | 80,0                                  | 69                                    |
| 2024                                            | Hamburg Sea Devils | 8                                     | 8                                     | 9                                     | 88,9                                  | 48                                    | 13                                    | 16                                    | 81,3                                  | 38                                    |
| ELF Gesamt                                      | ELF Gesamt         | 32                                    | 36                                    | 46                                    | 78,3                                  | 50                                    | 82                                    | 95                                    | 86,3                                  | 191                                   |
| Quellen: stats.gfl.info, sportsmetrics.football |                    |                                       |                                       |                                       |                                       |                                       |                                       |                                       |                                       |                                       |

Anmerkung: Da in der GFL2 Extrapunkte von der 3-Yards-Linie und in der ELF von der 15-Yards-Linie geschossen werden, sollten die diesbezüglichen Statistiken nicht miteinander verglichen werden.